# Сокольский, Константин Станиславович
Константин Станиславович Сокольский (настоящее имя Константин Тарасович Кудрявцев; 7 [20] декабря 1904, Санкт-Петербург — 12 мая 1991, Рига) — латвийский и советский певец, педагог.

## Биография
После прохождения военной службы в 1925—1926 годах приехал в Ригу.
Там участвовал в ученических концертах: играл в пьесах, пел русские народные песни. В 1928 году начал выступать в кинотеатрах Риги с народными романсами и песнями Александра Вертинского. До этого работал кочегаром, мостостроителем, рубщиком леса, грузчиком. Совмещая работу с концертными выступлениями на эстраде, окончил Первый Рижский музыкальный институт по классу вокала (1933). Первые концертные программы состояли из песен Пьеро (подражание А. Вертинскому), русских, цыганских, итальянских, испанских, польских, кавказских песен, а также песен каторжан, которые исполнялись с оркестром или под гитару в соответствующих сценических костюмах.
С начала 1930-х годов был первым исполнителем почти всех произведений композитора Оскара Строка.
В это же время для фирмы грамзаписи «Бонофон» и «Беллаккорд-электро» Константин Сокольский напел 46 песен, романсов и куплетов. Большинство из них, в том числе «Сердце» и «Дымок от папиросы» Исаака Дунаевского, «Голубые глаза», «Лейтенант, не забудь!», «Не надо вспоминать», «Полли» и «Свадебная тройка» Оскара Строка, «И кто его знает» В. Захарова, «Катюша» Матвея Блантера, «Гостинцы-прянички», «Скажи, где ты?», «Вино любви» Марка Марьяновского, шлягеры тех лет «Мурка», «Гитара любви», «Скажите, девушки» и многие другие, пользовались большим успехом и разошлись в грампластинках по всему миру.
Константин Сокольский получает приглашение в труппу музыкально-эстрадного театра «Бонзо», с которым выезжает на гастроли по Европе.
В 1930-х годах гастролировал в Восточной Европе, был знаком с Федором Шаляпиным, Юрием Морфесси, Петром Лещенко. Там же познакомился и стал первым учителем исполнительницы романсов Аллы Баяновой.
В мае 1940 года Сокольский возвращается в Ригу. После утраты Латвией независимости, Константин Тарасович (несмотря на ряд проблем) — один из организаторов Союза артистов эстрады и цирка, солист концертной бригады Рижского дома Красной армии. Ведёт и музыкальные программы на рижском радио.
В дни фашистской оккупации уехать ему, как и многим другим артистам, не удалось, работал в деревне. В 1944 году был пойман немецкой жандармерией и посажен в лагерь для отправки в Германию, однако вырвался из плена.
После освобождения Риги Сокольский — член военно-шефской бригады при Рижском театре русской драмы, артист Латвийской филармонии, солист Малого симфонического оркестра окружного дома Красной армии.
В 1946 году на одном из концертов некое влиятельное лицо попросило артиста спеть песню Оскара Строка, тот спел, и певец был уволен из филармонии, поскольку Строк тогда был внесен в список неблагонадежных.
С 1951 года — снова на сцене, работает в Латвийской, Белорусской, Ленинградской областной, Новгородской филармониях. Выступает в Казахстане, Узбекистане, Туркменистане. Был вынужден оставить сцену и принять должность художественного руководителя коллектива Дворца культуры завода «ВЭФ». С 1965 года — художественный руководитель рижского ансамбля русской песни и танца «Аврора».